# Jueces 19
Jueces 19 es el decimonoveno capítulo del Libro de los Jueces en el Antiguo Testamento o la Biblia hebrea. Según la tradición judía, el libro fue atribuido al profeta Samuel, pero los eruditos modernos lo consideran parte de la Tradición deuteronómica, que abarca los libros de Deuteronomio a 2 Reyes, atribuidos a escritores nacionalistas y fervientes yahvistas durante la época del rey reformador de Judea Josías en el siglo VII a. C.. Este capítulo registra las actividades de un levita de Efraín y su concubina, perteneciente a una sección que comprende de Jueces 17 a Jueces 21..

## Texto
Este capítulo fue escrito originalmente en hebreo. Se divide en 30 versículos.

### Testigos textuales
Algunos manuscritos antiguos que contienen el texto de este capítulo en hebreo pertenecen a la tradición del Texto Masorético, que incluye el Códice de El Cairo (895), el Códice de Alepo (siglo X) y el Códice Leningradoensis (1008).
Los manuscritos antiguos existentes de una traducción al griego koiné conocida como Septuaginta (originalmente se hizo en los últimos siglos a. C.) incluyen el Codex Vaticanus (B; {\displaystyle {\mathfrak {G}}}B; siglo IV) y Codex Alexandrinus (A; {\displaystyle {\mathfrak {G}}}A; siglo V). 

## Análisis

### Doble Introducción y Doble Conclusión
Desde Jueces 17 hasta Jueces 21 contienen la «Doble Conclusión» del Libro de los Jueces y forman un tipo de inclusio junto con su contrapartida, la «Doble Introducción», en los capítulos 1 a 3:6 como en la siguiente estructura de todo el libro:
A. Guerras extranjeras de subyugación con la aplicación del ḥērem (1:1-2:5).
B. Dificultades con los ídolos religiosos extranjeros (2:6-3:6)
Parte principal: la sección de los «ciclos»(3:7-16:31)
B'. Dificultades con los ídolos religiosos domésticos (17:1-18:31)
A'. Guerras domésticas con la aplicación del ḥērem (19:1-21:25).
Existen paralelismos similares entre la doble introducción y la doble conclusión como los siguientes:.
| Introducción 1 (1:1-2:5) | Conclusión 2 (19:1-21:25) |
| --- | --- |
| Los israelitas preguntaron al Señor, diciendo: «¿Quién será el primero en subir y luchar por nosotros contra los cananeos?» El Señor respondió: «Judá irá...» (1:1-2)}}                                                             | Los israelitas... ...preguntaron a Dios... «¿Quién de nosotros irá primero a luchar contra los benjaminitas?» El Señor respondió: «Judá...» (20:18)}} |
| La historia de cómo Otoniel consiguió a su esposa (1:11-15) | La historia de cómo el resto de los benjaminitas obtuvieron sus esposas (21:1-25) |
| Los benjaminitas no consiguen expulsar a los jebuseos de Jebús (1:21) | Un levita que evita cuidadosamente a los jebuseos en Jebús sufre un terrible ultraje en Guibeá de Benjamín (19:1-30) |
| Bochim: El pacto de Dios; los pactos ilícitos de Israel con los cananeos; Israel llora ante el ángel (mensajero) de YHWH (1:1-2) | Betel: el arca de la alianza de Dios; Israel llora y ayuna ante el Señor (20:26-29) |
| Introducción 2 (2:6-3:6) | Conclusión 1 (17:1-18:31) |
| La degeneración de las generaciones tras la muerte de Josué (2:6-19); Dios deja a ciertas naciones «para probar a los israelitas a ver si obedecían los mandamientos del Señor, que había dado... por medio de “Moisés”' (2:20-3:4) | Una madre dedica plata al Señor para que su hijo haga un ídolo; Ese hijo hace sacerdote a uno de sus propios hijos en su santuario idolátrico, y luego lo sustituye por un levita. Ese levita es el nieto de Moisés. Él y sus hijos se convierten en sacerdotes en el santuario de Dan. |

Toda la doble conclusión está conectada por la repetición cuatro veces de una afirmación única: dos veces completa al principio y al final de la doble conclusión y dos veces en el centro de la sección, como sigue:
A. En aquellos días no había rey...
Cada uno hacía lo que bien le parecía (17:6)
B. En aquellos días no había rey... (18:1)
B'. En aquellos días no había rey... (19:1)
A'. En aquellos días no había rey...
Cada uno hacía lo que bien le parecía (21:25)
También contiene enlaces internos:
Conclusión 1 (17:1-18:31): Un levita de Judá se traslada a la región montañosa de Efraín y luego a Dan.
Conclusión 2 (19:1-21:25): Un levita de Efraín busca a su concubina en Belén de Judá.
Ambas secciones terminan con una referencia a Silo.

### La Trilogía de Belén
Tres secciones de la Biblia hebrea (Antiguo Testamento) - Jueces 17-Jueces 18, Jueces 19-Jueces 21, Rut 1-Rut 4 - forman una trilogía con un vínculo a la ciudad Belén de Judá y caracterizada por la repetitiva declaración única:

En aquellos días no había rey en Israel; cada uno hacía lo que bien le parecía
Jueces 17:6; 18:1; 19:1; 21:25; cf. Rut 1:1

como en el siguiente cuadro:
| Jueces 17-18                                                                      | Jueces 19-20 | Rut 1-4 |
| --------------------------------------------------------------------------------- | --- | --- |
| Un levita de Belén (17:7)                                                         | Un levita de Efraín que tomó por doncella a una concubina de Belén                                                   | Un movimiento de un moabita a David en Belén (4:17-22)                                                                              |
| Salió en busca de empleo (17:7, 9)                                                | Recogió a su concubina de Belén a la que había huido                                                                 | Un hombre abandonó Belén, pero a diferencia de las otras dos historias no acaba por desfigurar la ciudad, sino que realza su nombre |
| Vino a un joven de Efraín (Miqueas) (17:1-5, 8)                                   | Regresó a Efraín por Gabaa de Benjamín.                                                                              | Belén se convirtió en el sutil escenario del nacimiento del rey David                                                               |
| Sirvió como capellán privado en la capilla ilícita de Miqueas (17:10-13)          | Atacada por hombres malvados que la maltrataron y la dieron por muerta                                               | |
| Contratada por la tribu de Dan como sacerdote y reubicada en Laish (N. Galilea)   | Su marido relató lo sucedido a todo Israel.                                                                          | |
| Estableció un centro de culto que continuamente hacía tropezar al pueblo de Dios. | Atacó a la tribu de Benjamín casi aniquilándola                                                                      | |
| El levita era Jonatán hijo de Gersón y nieto de Moisés (18:30)                    | Repobló Benjamín con mujeres de Silo y Jabes de Galaad para los 600 hombres sobrevivientes de Benjamín               | |
|                                                                                   | Jabes de Galaad era (probablemente) el hogar de los antepasados de Saúl [de ahí su interés por ella].                | |
|                                                                                   | Refleja mal a Benjamín y por implicación a Saúl - los antepasados de Saúl humillaron y deshonraron a un betlehemita. | |
|                                                                                   | Belén sufrió a manos de los benjaminitas.                                                                            | |

### Capítulos 19 a 21
La sección que comprende Jueces 19:1-21:25 tiene una estructura quiastica de cinco episodios como sigue:
A. La violación de la concubina (19:1-30)
B. El ḥērem («guerra santa») de Benjamín (20:1-48)
C. Problema: los juramentos-Benjamín amenazado de extinción (21:1-5)
B'. ḥērem («guerra santa») de Jabes de Galaad (21:6-14)
A'. La violación de las hijas de Silo (21:15-25)
La violación de las hijas de Silo es el contrapunto irónico a la violación de la concubina del Levita, con el motivo de la «hija» uniendo las dos historias (Jueces 19:24 y Jueces 21:21), y las mujeres convirtiéndose en «puertas de entrada y salida de la guerra, fuentes de contención y reconciliación». 

#### Comentario a los capítulos 19-20
Este extenso relato, protagonizado por un levita, describe el crimen ocurrido en Guibeá y sus consecuencias para las tribus de Israel. Aunque el relato no es edificante, se presenta como testimonio de la grave degeneración moral a la que había llegado el pueblo. En él se reflejan unas relaciones de solidaridad entre las tribus, a pesar de que aún no había una estructura de gobierno unificada, como ocurriría después con la monarquía. Este sentido de solidaridad se expresa, entre otras cosas, en la exigencia de hospitalidad que se esperaba dentro del pueblo. El relato muestra un fuerte contraste entre la hospitalidad que el levita recibe en Belén de Judá (19,3-9) y la agresión que sufren él y su concubina en Guibeá, territorio de Benjamín (19,14-28). La conducta de los hombres de Guibeá, que piden al levita para maltratarlo, recuerda a la de los habitantes de Sodoma (Gn 19,1-14). Algunos israelitas cayeron en las mismas perversiones morales que los gentiles más corruptos, y la concubina del levita fue maltratada hasta la muerte. 
A pesar de la gravedad del crimen, los benjaminitas, en lugar de castigar a los culpables, se organizaron para protegerlos. En respuesta, el levita pide a las tribus de Israel que se unan para vengar el crimen (19,29-30). Así, todas las tribus, excepto Benjamín, se agrupan para castigar a los responsables. El término "hijos de Belial" (20,13) se utiliza para describir a los malhechores, un término que denota gran maldad o corrupción moral (cf. 1 R 21,5-16).

## La concubina del levita (19:1-10)
El escenario de la historia, como en los capítulos 17-18, los viajes de los levitas que a menudo dependían del «apoyo y la hospitalidad locales, al no tener propiedades patrilineales propias». Un levita en particular que residía en las montañas de Efraín se casó con una «concubina» (un estatus inferior al de «esposa») de Belén en Judá. La mujer lo abandonó después de 'prostituirse con él' (según el texto hebreo; es decir, 'ser desleal pero no necesariamente adúltera') o NRSV traduce: 'se enfadó con él' (según otras tradiciones manuscritas), volviendo a la casa de su padre en Belén. Al cabo de cuatro meses, el levita viajó, acompañado de un criado y dos asnos, para visitarla y esperar reconquistarla (versículo 3; cf. Génesis 34:3). La mujer entró en su casa y su suegro recibió al levita con plena hospitalidad, llegando incluso a persuadir al huésped para que se quedara cuatro noches, generosidad que se enfatiza por repetición en los versículos 4, 6, 8 y 5, 7, 8, 9. Finalmente, a la quinta mañana, el levita se marchó con su concubina y su criado, regresando al norte, a las montañas de Efraín (versículo 10).

### Versículo 1
Y aconteció en aquellos días, cuando no había rey en Israel, que había cierto levita que se hospedaba en las lejanas montañas de Efraín. Tomó para sí una concubina de Belén de Judá.

- «Un cierto levita»: en hebreo, literalmente, «un hombre, un levita».[21]

## El crimen de Gabaa (19:11-30)

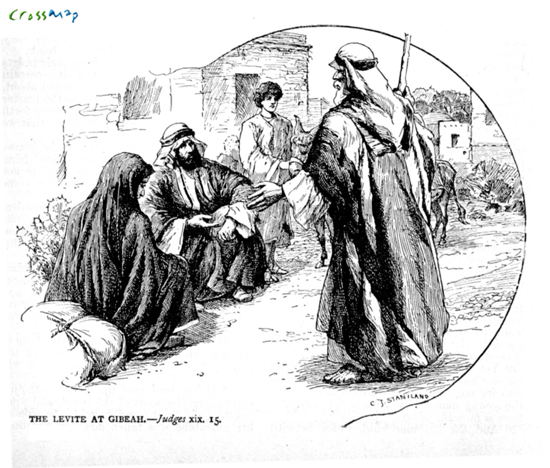
«El levita intenta encontrar alojamiento en Gabaa», por Charles Joseph Staniland (~1900)

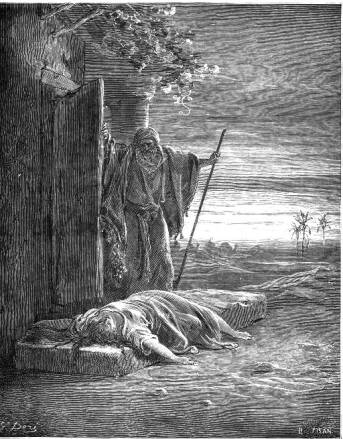
«El levita descubre a su concubina en la puerta», por Gustave Doré, Circa 1880

Cuando el primer día de viaje llegaba al ocaso, el levita rechazó el consejo de su criado de detenerse en Jebus (más tarde: Jerusalén), una ciudad no israelita, y en su lugar sugirió que se alojaran en una ciudad 'del pueblo Israel', Gabaa de Benjamín, irónicamente donde tendría lugar el ultraje (Versículos 11-15). En Gabaa, el grupo no recibió la hospitalidad esperada; fueron ignorados durante mucho tiempo en la plaza abierta, hasta que un anciano finalmente los invitó a su casa (Versículos 16-21).
Recordando una historia similar sobre Lot en Sodoma (Génesis 19), algunos «hijos de Belial» ('tipos bajos', 'malhechores') llegaron rodeando la casa y exigieron que se les enviara a los forasteros para poder 'conocerlos', un eufemismo bíblico para referirse a las relaciones sexuales (Versículos 22-26). Como había hecho Lot (Génesis 19-8), el anfitrión intentó apaciguar a los salvajes de fuera ofreciéndoles a sus «hijas vírgenes» (cf. Génesis 19:8) y a la concubina del levita, pero los de fuera rechazaron la oferta. El levita actuó entonces, arrojó a su concubina al exterior ante la turba despiadada y cerró la puerta con llave (Versículo 25-28; cf. Jueces 20:6; en contraste con una intervención divina en Génesis 19:11).
Al despuntar el día, soltaron a la víctima, que se desplomó en la puerta. Más tarde, por la mañana, el levita abrió las puertas, dispuesto a viajar, encontrando a la mujer tendida frente a la puerta y dándole órdenes burdas y bruscas para que se levantara (versículo 28). Cuando la mujer no respondió, los levitas se limitaron a colocar su cuerpo inconsciente sobre un asno y continuaron juntos el viaje. Al regresar a casa, el levita cortó el cuerpo de la mujer en doce partes y envió cada parte a las doce tribus de Israel, mientras pedía justicia (Versículos 29-30, cf. 1 Samuel 11:5-8). 

### Versículo 30
Y fue que todos los que lo vieron dijeron: «No se ha hecho ni visto hecho semejante desde el día en que los hijos de Israel subieron de la tierra de Egipto hasta este día. Consideradlo, conferenciad y hablad"“”

- «Hasta el día de hoy»: en el texto griego de la Septuaginta del Codex Alexandrinus, esta frase se sustituye por las siguientes palabras adicionales:

Y ordenó a los hombres que había enviado: 'Así diréis a todo israelita varón: «Nunca ha habido nada igual desde el día en que los israelitas salieron de Egipto hasta el día de hoy.»